# One More Story
| Críticas profissionais | Críticas profissionais |
| Avaliações da crítica  | Avaliações da crítica  |
| Fonte                  | Avaliação              |
| ---------------------- | ---------------------- |
| AllMusic               | [ 1 ]                  |

One More Story é o terceiro álbum solo do cantor norte-americano Peter Cetera, ex-membro e vocalista da banda Chicago. O álbum inclui dois sucessos: "One Good Woman" e "Best of Times".

## Faixas
1. "Best of Times" (Peter Cetera / Patrick Leonard) – 4:13
2. "One Good Woman" (Cetera / Leonard) – 4:35
3. "Peace Of Mind" (Cetera / Leonard / Bill LaBounty) – 4:25
4. "Heaven Help This Lonely Man" (Cetera / Leonard) – 4:25
5. "Save Me" (Cetera, David Foster) – 4:21
6. "Holding Out" (LaBounty / David Innes) – 5:12
7. "Body Language (There In The Dark)" (Cetera / Leonard) – 4:44
8. "You Never Listen To Me" (Cetera / Leonard) – 4:54
9. "Scheherazade" (Cetera / Leonard / Diane Nini) – 5:28
10. "One More Story" (Cetera / Leonard) – 3:41